# جنس الأصل
جنس الأصل أو الجِنس الموسيقي وهي الموسيقى الغربية الكلاسيكية، التي تعتمد في ألحانها على ما يعرف بالـتتراكورد، وهو لفظ يوناني معناه أربعة نغمات، نفس شأن الموسيقى العربية التي تعتمد في ألحانها على الجنس، وهو عبارة عن تتابع من أربعة نغمات متتالية، ويحصر بينها ثلاثة أبعاد، وتستوي في مجموعهم عشر أرباع.
ولكل جنس طابعه الموسيقي الخاص.
والمقام يتشكل من تصاعد سلمي من ثمان نغمات، وبالتالي فهو يحصر جنسين موسيقيين، يختلفا، أو يتفقا، حسب نوع المقام، مشكلان المقام الشرقي في شكله الكامل.
و تتعدد المقامات ومسمياتها وفقا لاختلاف اشكال وتراكيب الأجناس بداخلها.

## جنس الأصل
هو الجنس الذي يبدأ من النغمة الأولى (درجة الركوز) للمقام. وقد يتسمى المقام باسم جنس الأصل، أو لا يتسمى.

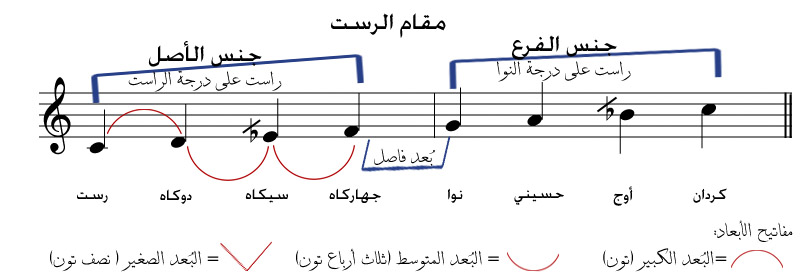
نموذج لمقام الراست الذي يحصر جنس الراست مرتين